# Simulium guerrerense
Simulium guerrerense es una especie de insecto del género Simulium, familia Simuliidae, orden Diptera.
Fue descrita científicamente por Vargas & Najera, 1956.